# Suzie Katayama
Suzie Katayama é uma artista multi-instrumentista especializada em violoncelo, e arranjadora tendo participado de trabalhos com Guns N' Roses, The Corrs e P.O.D..

## Trabalhos

### The Corrs
- Talk on Corners (1997)

### P.O.D.
- Satellite (2002)

### Guns N' Roses
- Chinese Democracy (2008)